# زیباموش
زیباموش‌ها یا هامسترهای دم‌دراز (نام علمی: Calomyscus) نام یک سرده از زیرراسته موش‌ریختان است.